# Hyposoter erythrinus
Hyposoter erythrinus är en stekelart som först beskrevs av Henry Lorenz Viereck 1925.  Hyposoter erythrinus ingår i släktet Hyposoter och familjen brokparasitsteklar. Inga underarter finns listade i Catalogue of Life.